# Liste der Bürgermeister von Linz
Diese Liste führt alle Bürgermeister der oberösterreichischen Landeshauptstadt Linz ab dem Jahre 1821 auf. Die Stadtoberhäupter, die davor in diesem Amt waren, werden nur unvollständig angeführt.

## Habsburgermonarchie vor 1804
- 1718–1734: Johann Adam Pruner
- 1765–1778: Johann Michael Scheibenpogen

## Bürgermeister imKaisertum Österreich
Bis zur Märzrevolution 1848 wurden die Bürgermeister nicht gewählt. 1848 erhielten Teile der Bevölkerung, abhängig vom Einkommen und Grundbesitz, das Wahlrecht. Große Teile der Bevölkerung, etwa Frauen, blieben vom Wahlrecht ausgeschlossen. Der erste, von einem Bürgerausschuss gewählte, Bürgermeister war der demokratisch gesinnte Reinhold Körner. Als ab 1850 Errungenschaften der Revolution durch den aufkommenden Neoabsolutismus großteils rückgängig gemacht wurden, erhielt Linz eine Gemeindeordnung die das Wahlrecht stark auf das Besitz- und Bildungsbürgertum einschränkte. Von 27.000 Einwohnern waren bei den ersten Gemeinderatswahlen 1850 nur rund 1.600, also sechs Prozent, wahlberechtigt. Frauen waren gänzlich ausgeschlossen. Der Bürgermeister wurde von den alle drei Jahre zu wählenden 30 Gemeinderäten bestimmt. Bei der ersten Gemeinderatswahl ging erneut Reinhold Körner als Bürgermeister hervor.
Als sich ab dem Silvesterpatent von 1851 der Neoabsolutismus voll entfaltete, wurde das liberale Bürgertum aus dem politischen Leben gedrängt. Als prominentester Vertreter dieser Bevölkerungsschicht trat 1854 der bekennende Demokrat Karl Wiser von seinen politischen Posten zurück. 1854 folgte der Bürgermeister Reinhold Körner. Neuwahlen wurden auf unbestimmte Zeit verschoben, sodass bis 1861 drei provisorische, nicht vom Volk gewählte, Bürgermeister ins Amt gehoben wurden: Johann Heinrich Jungwirth für nur zwei Tage (21. bis 23. März 1854), Josef Dierzer von Traunthal und Vinzenz Fink.
- 1821–1848: Joseph Bischoff
- 1848–1854: Reinhold Körner, liberal
- 1854–1854: Johann Heinrich Jungwirth, liberal
- 1854–1856: Josef Dierzer von Traunthal, liberal
- 1856–1861: Vinzenz Fink, liberal
- 1861–1867: Reinhold Körner, liberal

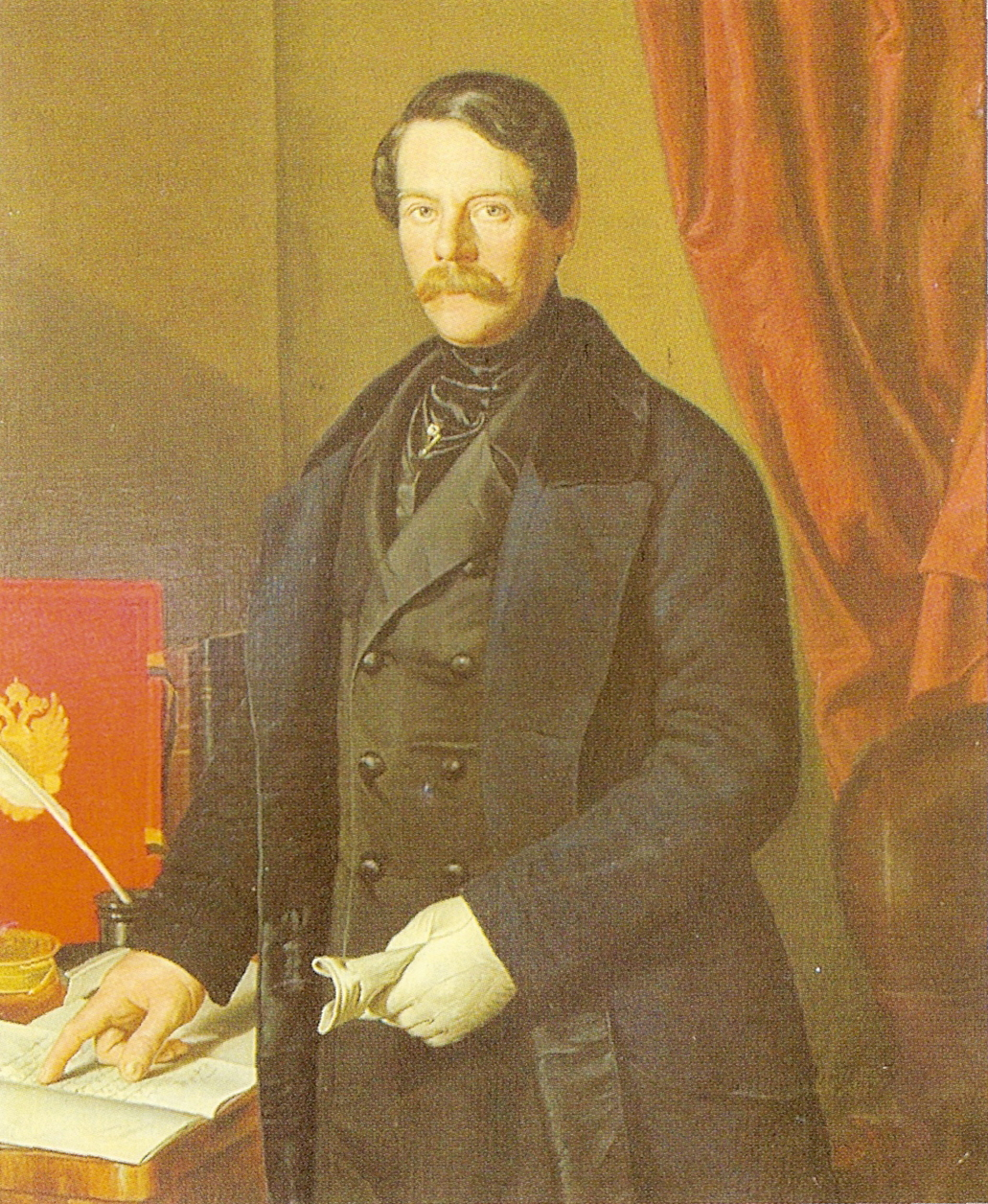
Reinhold Körner
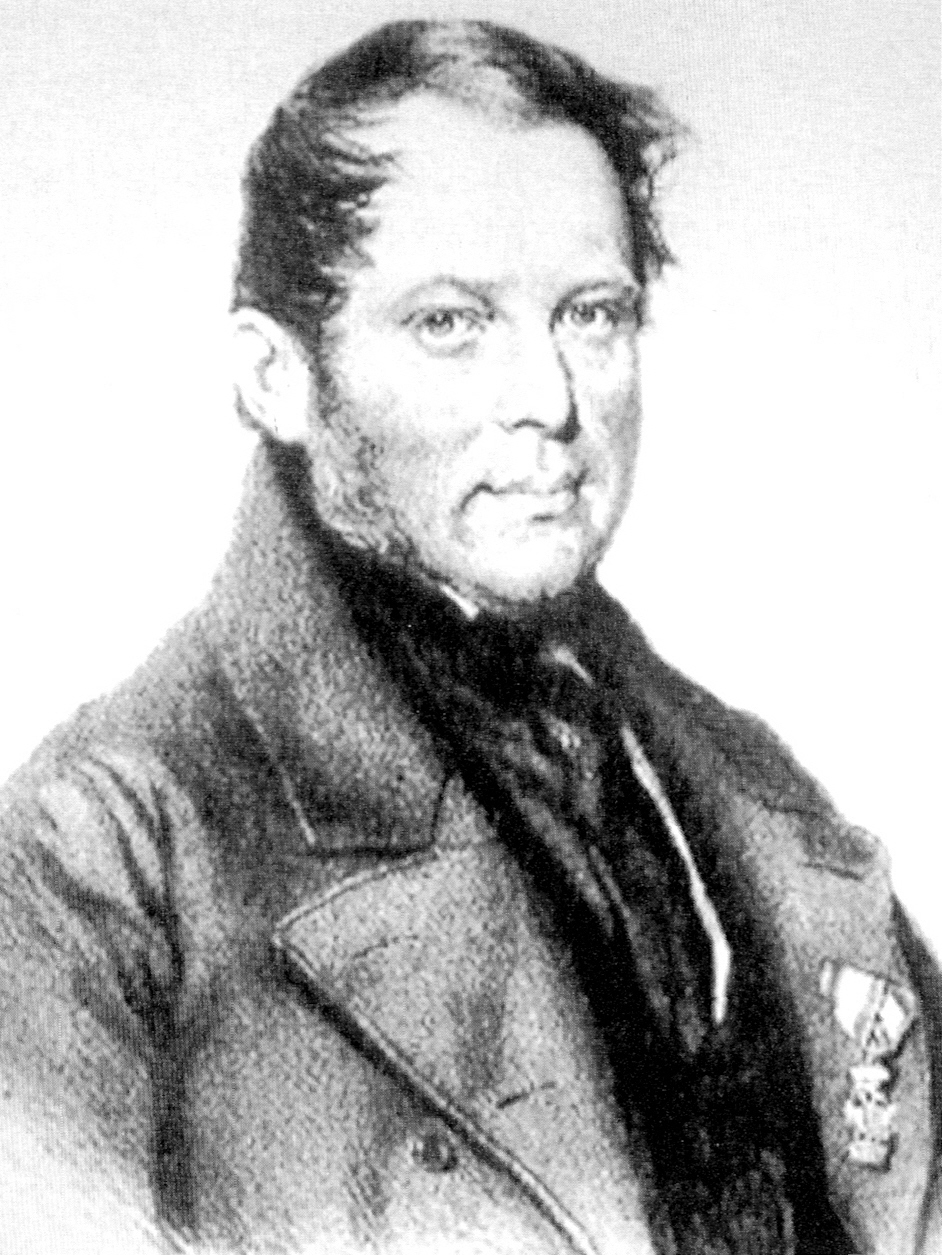
Josef Dierzer von Traunthal
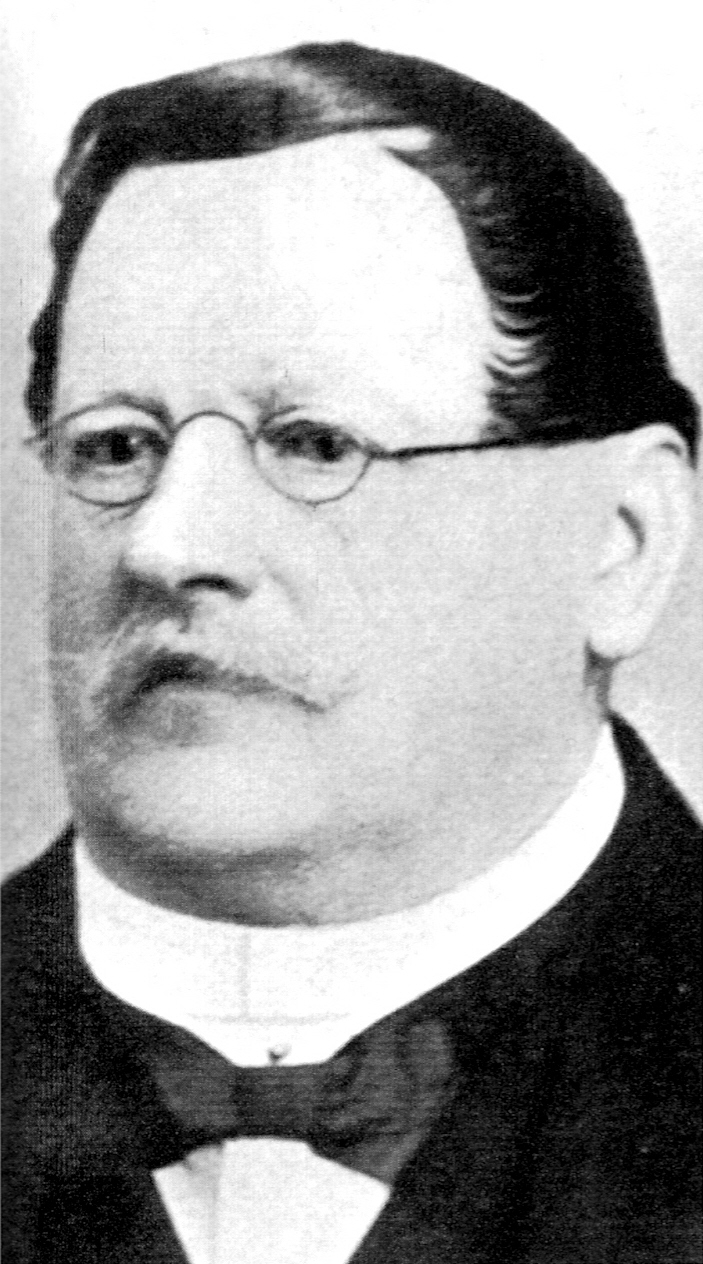
Vinzenz Fink

## Bürgermeister in derk.u.k. Monarchie
- 1867–1873 Viktor Drouot, liberal
- 1873–1885 Karl Wiser, liberal
- 1885–1894 Johann Evangelist Wimhölzel, liberal
- 1894–1900 Franz Poche, liberal
- 1900–1907 Gustav Eder, deutschnational
- 1907–1918 Franz Dinghofer, deutschnational

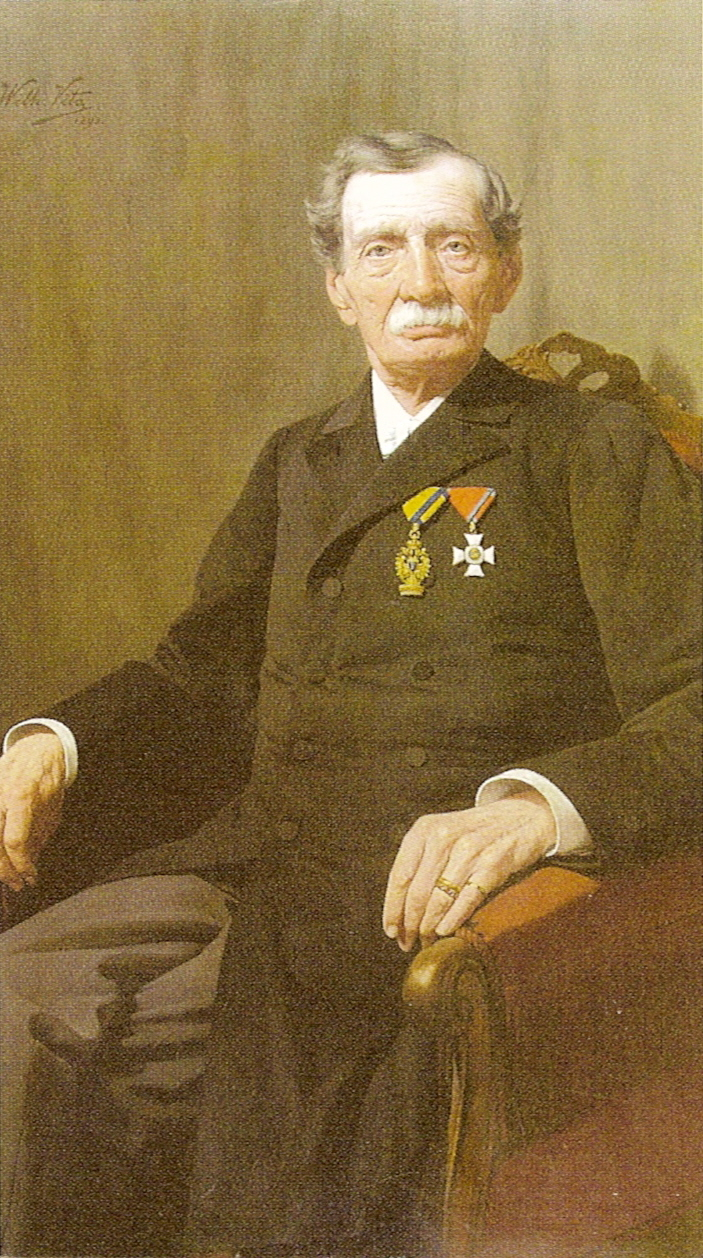
Viktor Drouot
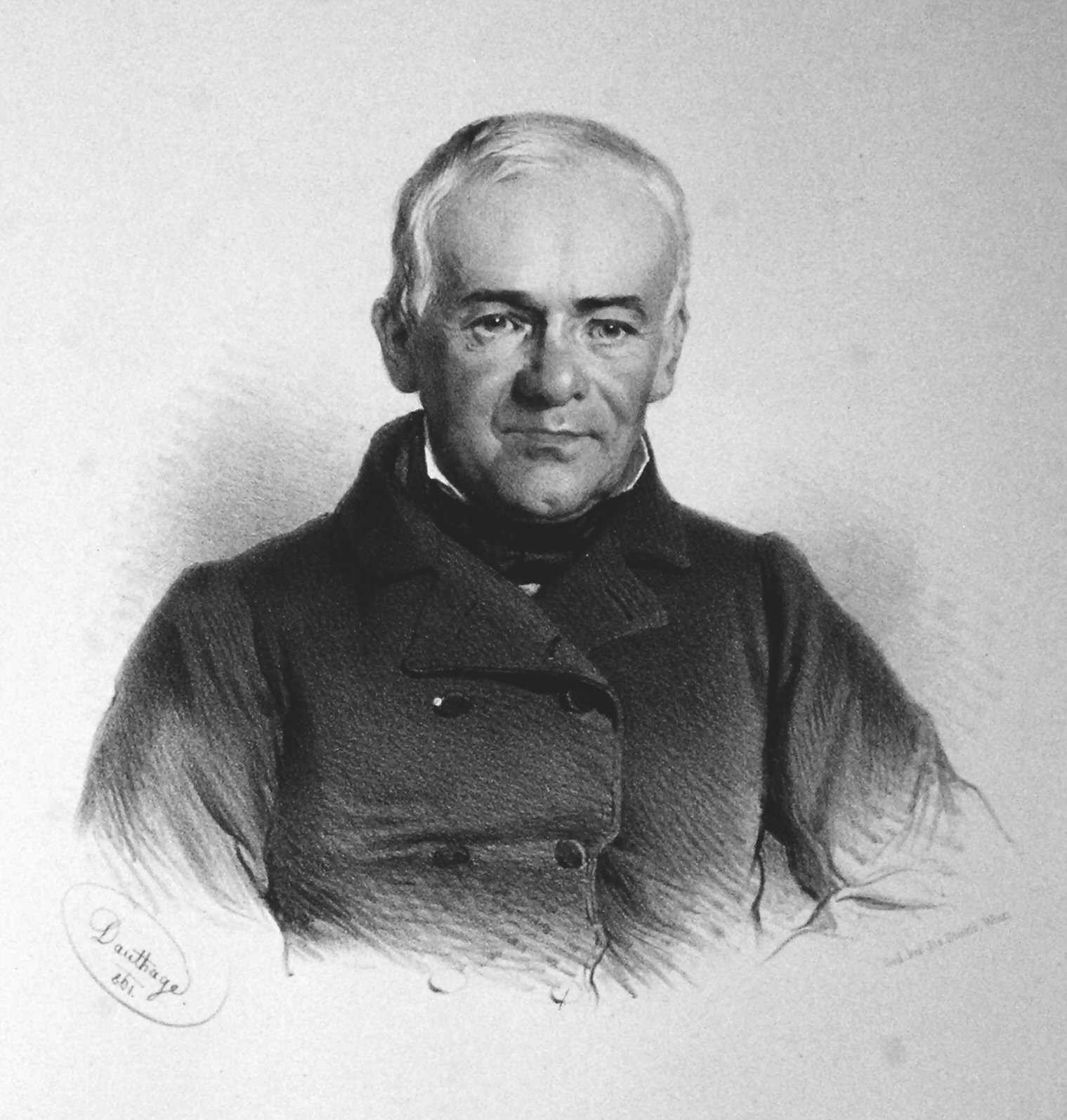
Karl Wiser
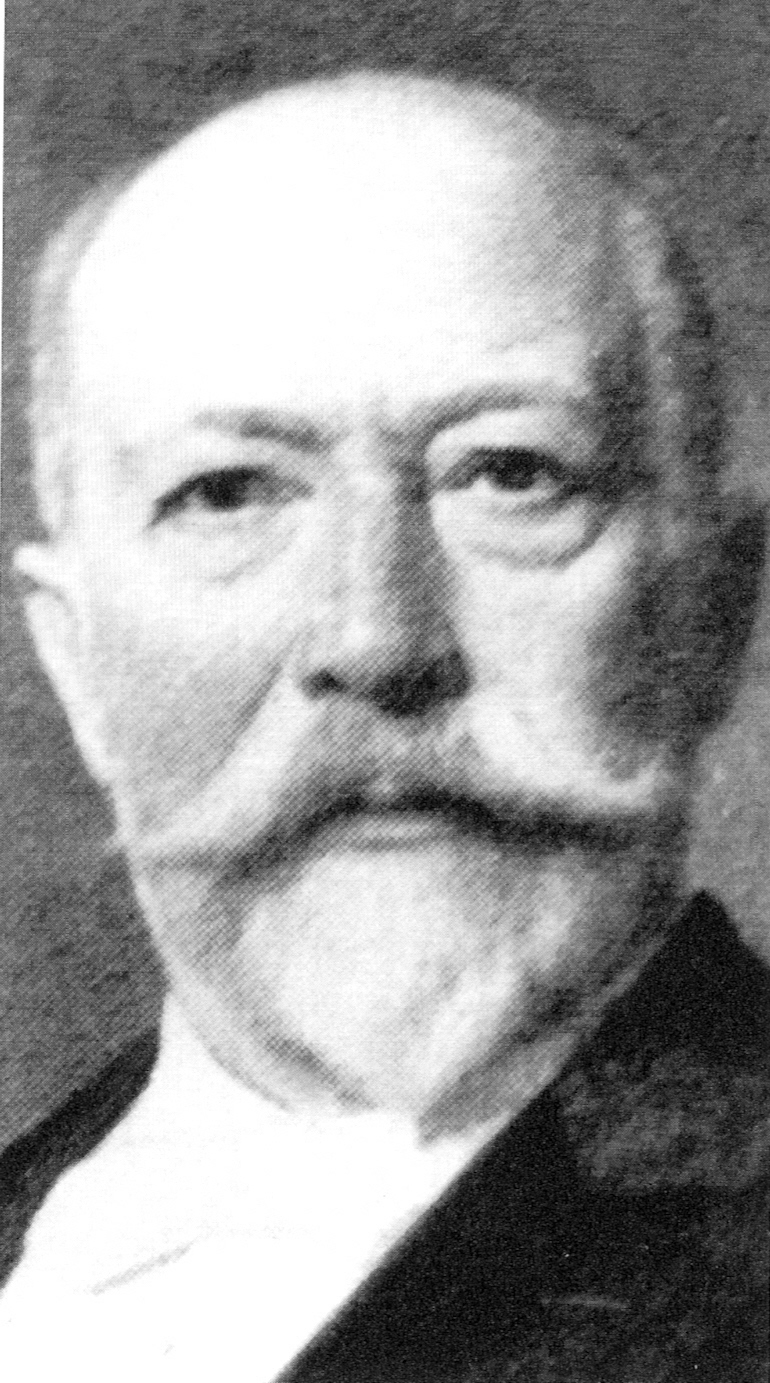
Johann Evangelist Wimhölzel
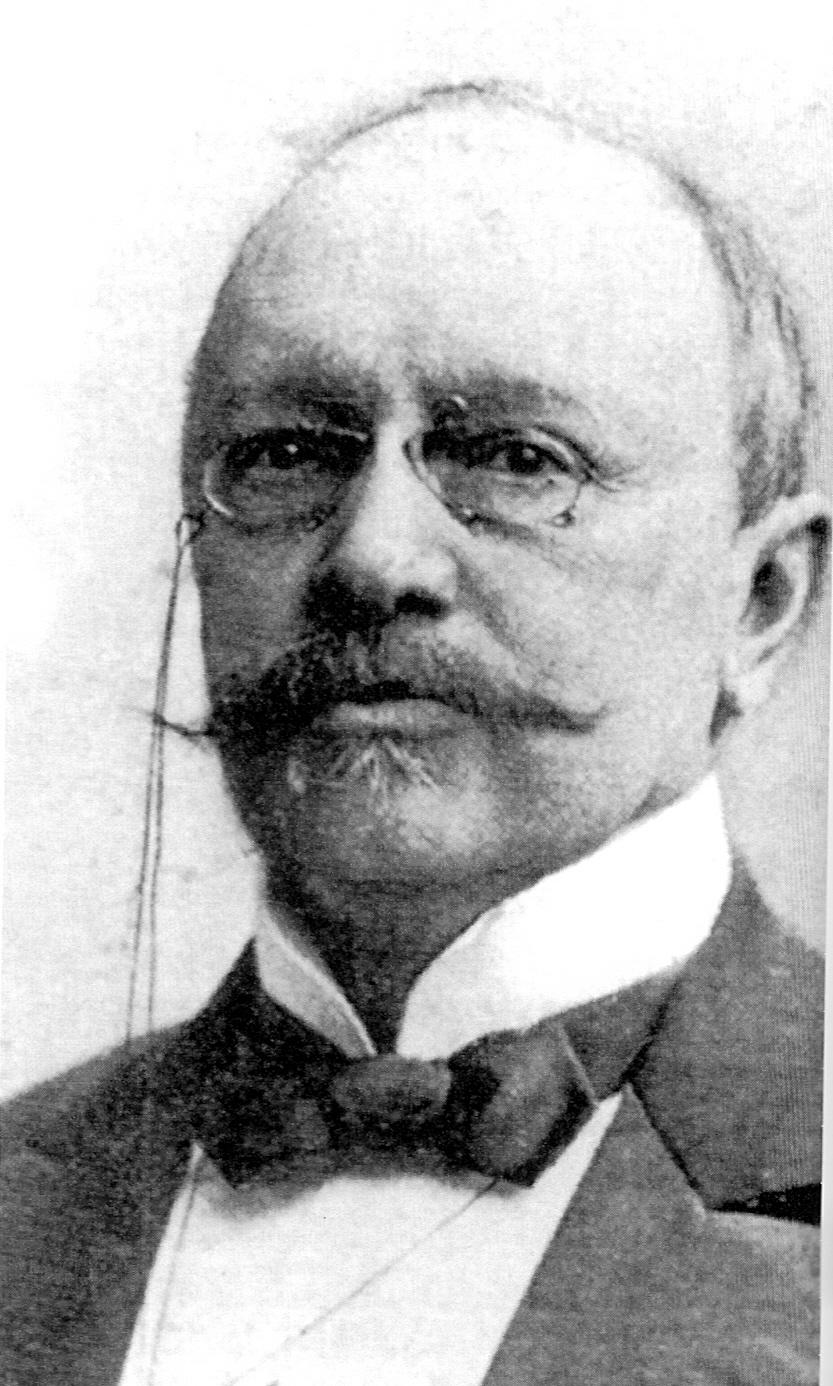
Franz Poche
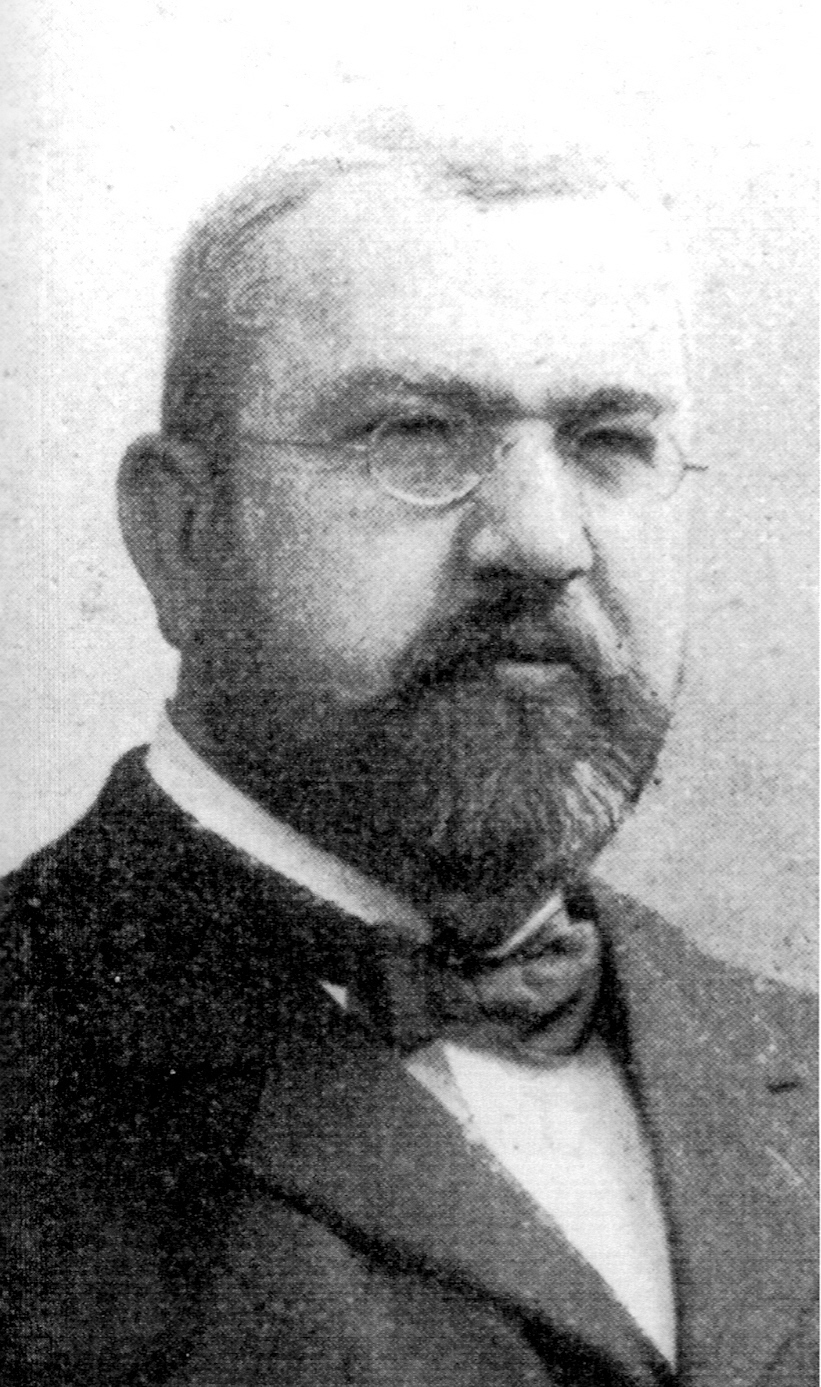
Gustav Eder
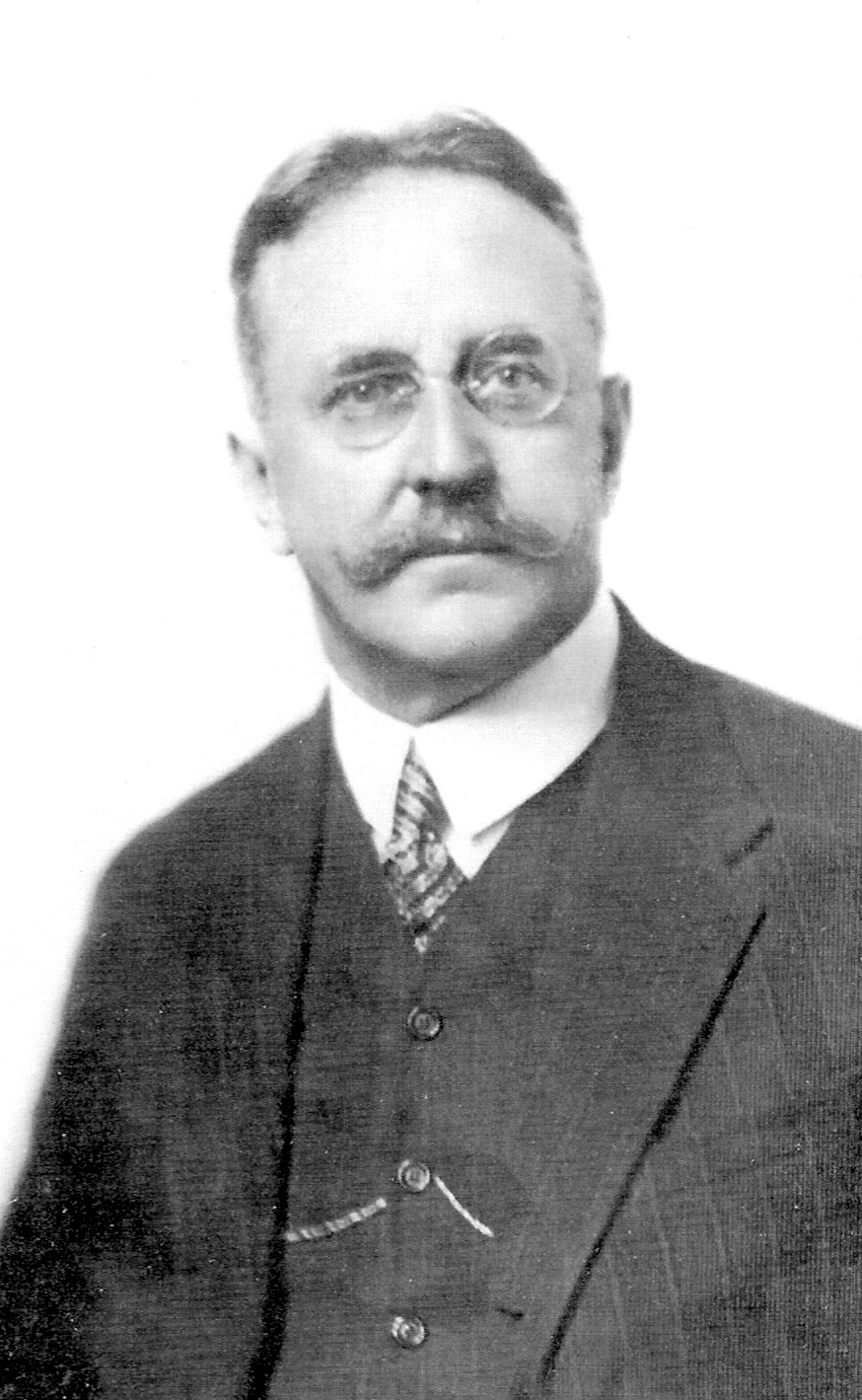
Franz Dinghofer

## Bürgermeister in derErsten Republik
- 1918–1919 Karl Sadleder, Deutsche Freiheits- und Ordnungspartei
- 1919–1927 Josef Dametz, SDAP
- 1927–1929 Robert Mehr, SDAP
- 1929–1930 Eduard Euller, SDAP
- 1930–1934 Josef Gruber, SDAP
- 1934–1938 Wilhelm Bock, CS

## Bürgermeister während desNationalsozialismus
- 1938–1940 Sepp Wolkerstorfer, NSDAP
- 1940–1944 Leopold Sturma, NSDAP
- 1944–1945 Franz Langoth, NSDAP

## Bürgermeister in derZweiten Republik
- 1945–1962 Ernst Koref, SPÖ
- 1962–1968 Edmund Aigner, SPÖ
- 1968–1969 Theodor Grill, SPÖ
- 1969–1984 Franz Hillinger, SPÖ
- 1984–1988 Hugo Schanovsky, SPÖ
- 1988–2013 Franz Dobusch, SPÖ
- 2013–2024 Klaus Luger, SPÖ
- seit 2025 Dietmar Prammer, SPÖ

Am 23. August 2024 gab Klaus Luger seinen Rücktritt als Bürgermeister mit Wirksamkeit vom 2. September 2024 bekannt. Vizebürgermeisterin Karin Hörzing übernahm zunächst die Geschäfte. Am 26. September 2024 wurde Stadtrat Dietmar Prammer erster Vizebürgermeister und führte damit bis zur Wahl eines neuen Bürgermeisters am 26. Jänner 2025 die Geschäfte der Stadt. Bei der Stichwahl am 26. Jänner 2025 wurde Dietmar Prammer mit 77,1 % der abgegebenen Stimmen zum neuen Linzer Bürgermeister gewählt und am 6. Februar 2025 als solcher angelobt.

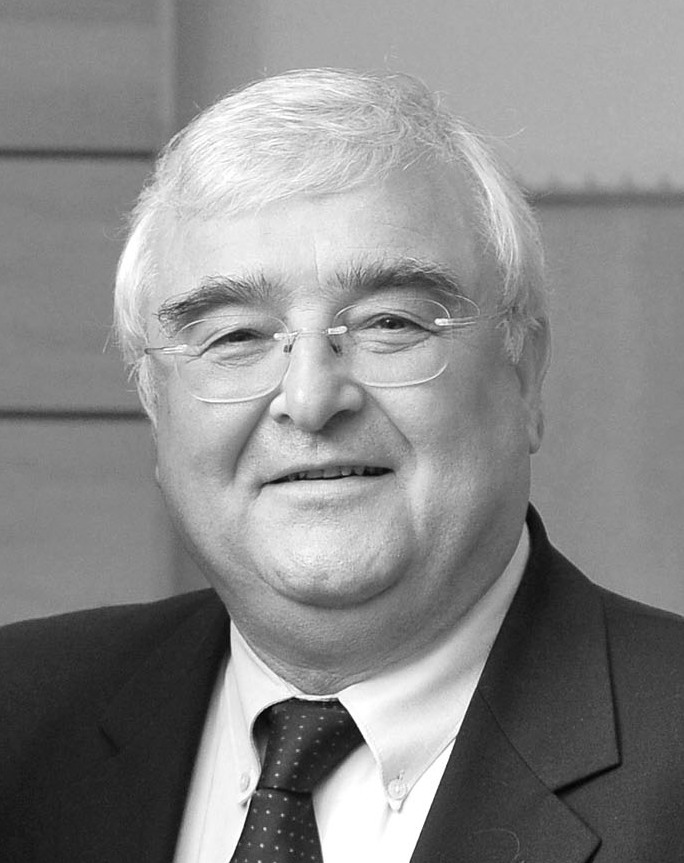
Franz Dobusch
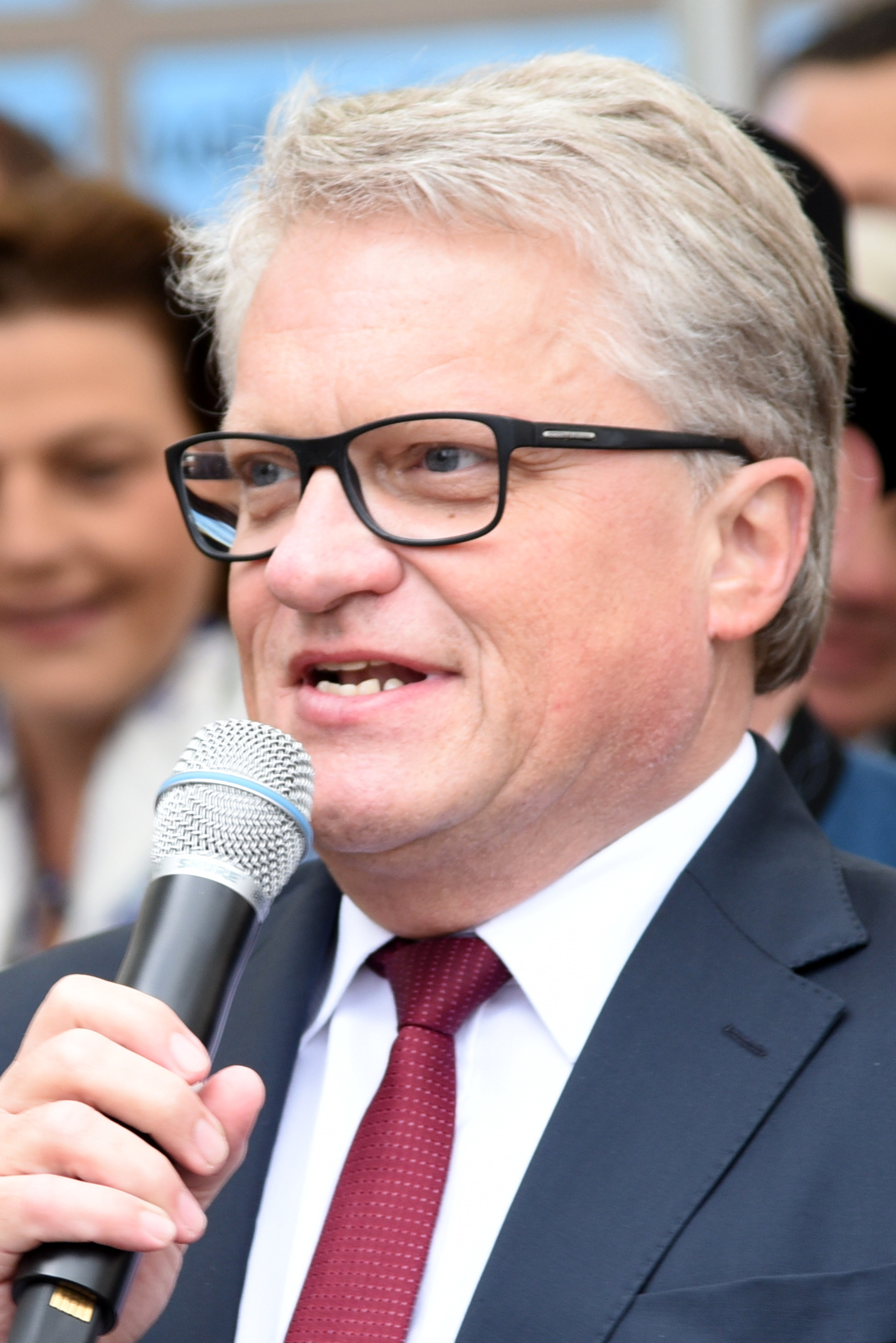
Klaus Luger
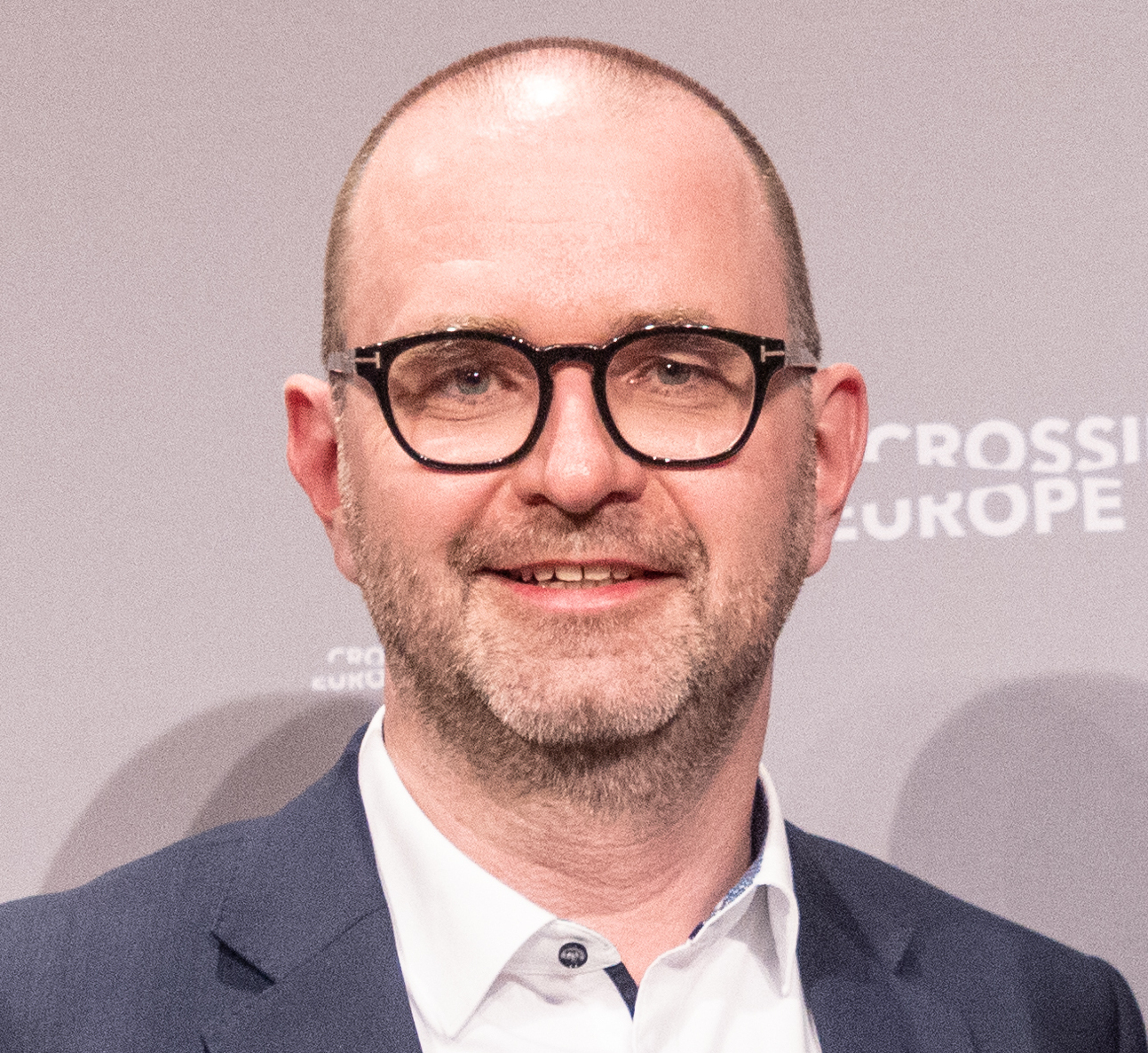
Dietmar Prammer